# Rioz
Rioz és un municipi francès situat al departament de l'Alt Saona i a la regió de Borgonya - Franc Comtat. L'any 2007 tenia 1.728 habitants.

## Demografia

### Població
El 2007 la població de fet de Rioz era de 1.728 persones. Hi havia 651 famílies, de les quals 173 eren unipersonals (71 homes vivint sols i 102 dones vivint soles), 162 parelles sense fills, 256 parelles amb fills i 60 famílies monoparentals amb fills.
La població ha evolucionat segons el següent gràfic:
Habitants censats

### Habitatges
El 2007 hi havia 748 habitatges, 675 eren l'habitatge principal de la família, 35 eren segones residències i 38 estaven desocupats. 523 eren cases i 219 eren apartaments. Dels 675 habitatges principals, 366 estaven ocupats pels seus propietaris, 294 estaven llogats i ocupats pels llogaters i 15 estaven cedits a títol gratuït; 11 tenien una cambra, 52 en tenien dues, 120 en tenien tres, 158 en tenien quatre i 334 en tenien cinc o més. 578 habitatges disposaven pel capbaix d'una plaça de pàrquing. A 289 habitatges hi havia un automòbil i a 327 n'hi havia dos o més.

### Piràmide de població
La piràmide de població per edats i sexe el 2009 era:
| Homes | Edats   | Dones |
| ----- | ------- | ----- |
| 0     | 95 o +  | 0     |
| 12    | 90 a 94 | 4     |
| 0     | 85 a 89 | 4     |
| 16    | 80 a 84 | 8     |
| 16    | 75 a 79 | 32    |
| 8     | 70 a 74 | 28    |
| 24    | 65 a 69 | 28    |
| 20    | 60 a 64 | 28    |
| 8     | 55 a 59 | 32    |
| 44    | 50 a 54 | 28    |
| 44    | 45 a 49 | 24    |
| 56    | 40 a 44 | 44    |
| 56    | 35 a 39 | 56    |
| 32    | 30 a 34 | 52    |
| 52    | 25 a 29 | 40    |
| 12    | 20 a 24 | 32    |
| 28    | 15 a 19 | 24    |
| 36    | 10 a 14 | 52    |
| 48    | 5 a 9   | 40    |
| 32    | 0 a 4   | 40    |

## Economia
El 2007 la població en edat de treballar era de 1.137 persones, 892 eren actives i 245 eren inactives. De les 892 persones actives 830 estaven ocupades (435 homes i 395 dones) i 63 estaven aturades (24 homes i 39 dones). De les 245 persones inactives 73 estaven jubilades, 112 estaven estudiant i 60 estaven classificades com a «altres inactius».

### Ingressos
El 2009 a Rioz hi havia 695 unitats fiscals que integraven 1.785 persones, la mediana anual d'ingressos fiscals per persona era de 17.146 €.

### Activitats econòmiques
Dels 142 establiments que hi havia el 2007, 1 era d'una empresa extractiva, 4 d'empreses alimentàries, 1 d'una empresa de fabricació d'elements pel transport, 11 d'empreses de fabricació d'altres productes industrials, 13 d'empreses de construcció, 41 d'empreses de comerç i reparació d'automòbils, 7 d'empreses de transport, 5 d'empreses d'hostatgeria i restauració, 1 d'una empresa d'informació i comunicació, 7 d'empreses financeres, 8 d'empreses immobiliàries, 18 d'empreses de serveis, 17 d'entitats de l'administració pública i 8 d'empreses classificades com a «altres activitats de serveis».
Dels 38 establiments de servei als particulars que hi havia el 2009, 1 era una oficina d'administració d'Hisenda pública, 1 gendarmeria, 1 oficina de correu, 3 oficines bancàries, 1 funerària, 6 tallers de reparació d'automòbils i de material agrícola, 1 taller d'inspecció tècnica de vehicles, 1 autoescola, 2 paletes, 1 guixaire pintor, 2 fusteries, 4 lampisteries, 1 electricista, 2 empreses de construcció, 3 perruqueries, 1 veterinari, 1 agència de treball temporal, 3 restaurants, 2 agències immobiliàries i 1 saló de bellesa.
Dels 20 establiments comercials que hi havia el 2009, 2 eren supermercats, 3 fleques, 2 carnisseries, 1 una peixateria, 2 botigues d'equipament de la llar, 1 una botiga d'equipament de la llar, 1 una sabateria, 1 una botiga d'electrodomèstics, 1 una botiga de mobles, 2 drogueries, 1 una perfumeria i 3 floristeries.
L'any 2000 a Rioz hi havia 18 explotacions agrícoles que ocupaven un total de 752 hectàrees.

## Equipaments sanitaris i escolars
L'únic equipament sanitari que hi havia el 2009 era una farmàcia.
El 2009 hi havia una escola elemental. Rioz disposava d'un col·legi d'educació secundària amb 555 alumnes.

## Poblacions més properes
El següent diagrama mostra les poblacions més properes.